# Henriëtte Pimentel

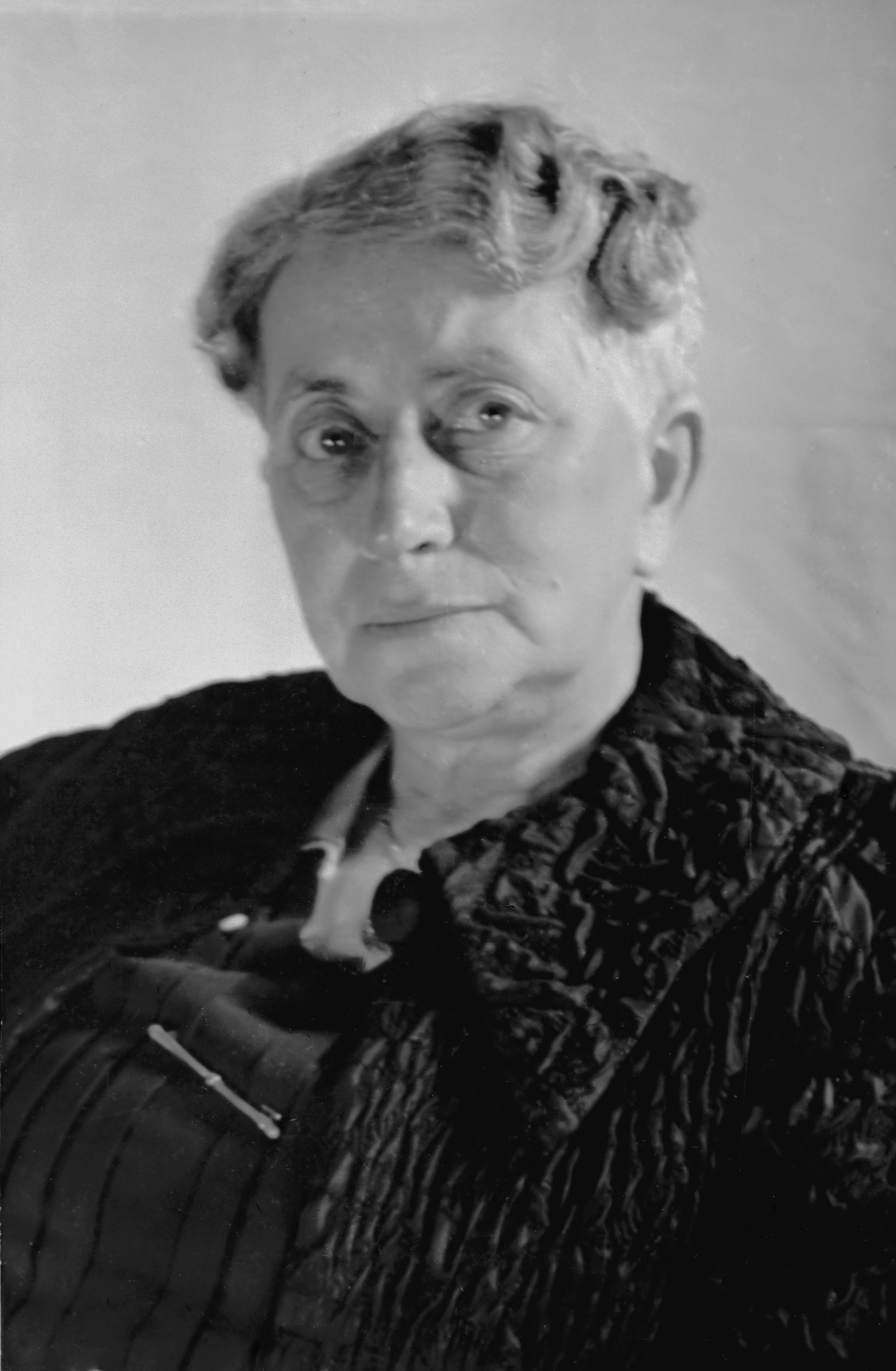

Henriëtte Henriquez Pimentel (geb. 17. April 1876 in Amsterdam; gest. 17. September 1943 in Auschwitz) war eine niederländische Widerstandskämpferin gegen die deutsche Besatzung ihres Landes während des Zweiten Weltkriegs. Sie leitete die Krippe für jüdische Kinder gegenüber der Hollandsche Schouwburg in Amsterdam und rettete gemeinsam mit anderen Widerständlern rund 600 Kindern das Leben.

## Biographie
Henriëtte Pimentel war das jüngste von 13 Kindern einer wohlhabenden portugiesisch-jüdischen Familie. Fünf ihrer Geschwister starben als Säuglinge. Ihre Eltern waren Nathan Henriquez Pimentel (1837–1893), ein nicht-religiöser Diamantschleifer, und Rachel Oppenheimer (1841–1929). Am 14. November 1899 heiratete sie in Amsterdam Samuel Rodrigues Pereira. Die Ehe war kinderlos und wurde 1916 geschieden.
Pimentel erhielt eine Ausbildung in einem Kindergarten und als Krankenschwester. In den 1920er Jahren arbeitete sie als Kindergärtnerin und als Gouvernante in Bussum. 1926 wurde sie Direktorin der 1906 von jüdischen Wohltätern gegründeten Vereeniging Zuigelingen-Inrichting en Kindertehuis, die sich seit 1924 in Plantage Middenlaan 31 befand. Die Krippe stand Kindern aller Konfessionen offen und wurde von Pimentel nach den fortschrittlichen pädagogischen Prinzipien von Maria Montessori und Friedrich Fröbel geleitet. Pimentel selbst – „eine kleine Frau mit kurz geschnittenem grauen Haar“ – wohnte im selben Haus: „Wer sie näher kannte, wusste, dass hinter ihrem strengen Aussehen ein großes Herz für ‚ihre‘ Kinder und das Pflegepersonal steckte.“
Nach der Besetzung der Niederlande durch die deutsche Wehrmacht musste Henriëtte Pimentel ihre nicht-jüdischen Mitarbeiter entlassen. Drei Monate nach Beginn der Deportationen von jüdischen Menschen aus den Niederlanden, etwa im Oktober 1942, wurde die Kinderkrippe auf Anordnung der Deutschen in eine Dependance der Hollandsche Schouwburg umgewandelt: Von nun an wurden die Kinder der dort inhaftierten Juden vor ihrer Deportation in das Durchgangslager Westerbork in der Krippe untergebracht. Pimentel und ihre Mitarbeiterinnen und Mitarbeiter waren nun offiziell vom Judenrat Amsterdam angestellt und vorläufig gegen Abschiebung geschützt. Pimentel war entschlossen, die Kinder, die dort übernachteten, bestmöglich zu betreuen und möglichst zu retten.
Gemeinsam mit Walter Süskind, Mitglied des Judenrates und ihre Kontaktperson in der Schouwburg, entwickelte Henriëtte Pimentel Ende 1942 einen Plan, um Kinder aus der Krippe vor Deportationen zu bewahren. Mit Zustimmung der Eltern und nach Verfälschungen der Transportlisten der Zentralstelle für jüdische Auswanderung – man ließ Kinder von ihnen „verschwinden“ – schmuggelten Kinderwerkers („Kinderhelfer“) die Kinder in Taschen, Rucksäcken und Körben nach draußen. Ab April 1943 geschah dies auch über den Weg durch die benachbarte Hervormde Kweekschool, deren Direktor Johan van Hulst Pimentel bei ihrem Vorhaben unterstützte. So konnten rund 600 Kinder gerettet werden, von denen viele den Krieg überlebten.
Am 23. Juli 1943 wurde die Kinderkrippe unerwartet von den Deutschen geräumt. Alle Kinder und ihre Betreuer, darunter auch Pimentel mit ihrem Hund Brunie, wurden in das Lager Westerbork transportiert. Dort machte Henriëtte Pimentel noch Pläne zur Errichtung einer neuen Kindertagesstätte nach dem Krieg. Nach wenigen Wochen in Westerbork wurde Pimentel nach Auschwitz deportiert, wo sie am 17. September 1943 ermordet wurde. Auch drei ihrer Schwestern (Grietje, Klara und Eva) wurden Opfer des Holocaust.

## Erinnerung

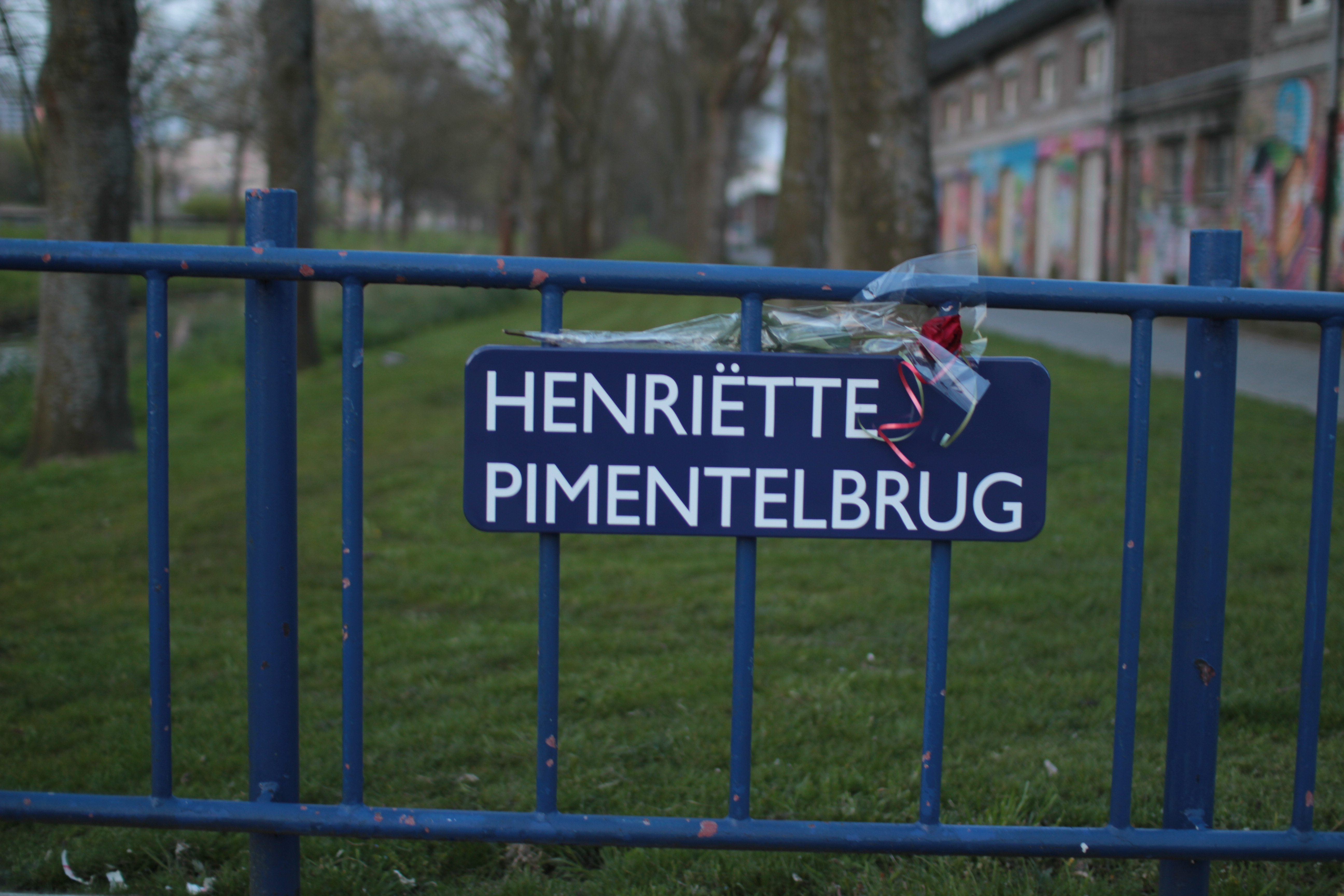
Namensschild an der Henriëtte Pimentelbrug in Slotermeer

1946 benannte der Vorstand der Vereeniging Zuigelingen-Inrichting en Kindertehuis den Kindergarten zu Ehren von Henriëtte Pimentel in Huize Henriëtte, der sich ab 1950 in einem neuen Gebäude in der Sarphatistraat (Nr. 26) befand. Die Einrichtung wurde 2006 geschlossen, da das alte Gebäude nicht mehr für diesen Zweck geeignet war. In dem ehemaligen Gebäude der Hervormden Kweekschool gegenüber der Schouwburg entsteht das Nationaal Holocaust Museum.
2016 wurde eine Brücke (Nr. 603) im Amsterdamer Stadtteil Slotermeer Henriëtte Pimentelbrug benannt. 2021 wurde statt dieser die Brücke Nr. 225 in der Plantagebuurt nach Pimentel benannt, da sie sich näher an der Hollandsche Schouwburg befindet.
In dem Film Süskind von Rudolf van den Berg aus dem Jahre 2011 spielte die Schauspielerin Olga Zuiderhoek die Rolle von Henriëtte Pimentel. Für ihre Darstellung von Pimentel erhielt sie 2012 den niederländischen Filmpreis Gouden Kalf als beste Nebendarstellerin.
Am 8. März 2024 um 11 Uhr wurde für Henriette Pimentel ein Stolperstein vor der ehemaligen Kinderkrippe in der Plantage Middenlaan 31 verlegt.